# 田山のり子
田山 のり子（たやま のりこ、1947年8月 - ）は、日本の教育学者。専門は日本語教育学、日本語学。東京外国語大学名誉教授。

## 略歴
- 1971年3月 - 日本大学文理学部卒業
- 1985年3月 - 早稲田大学大学院文学研究科修士課程修了
- 1985年4月 - 財団法人国際教育振興会日米会話学院日本語研修所講師
- 1990年4月 - 東京外国語大学外国語学部附属日本語学校助教授
- 1992年4月 - 東京外国語大学留学生日本語教育センター助教授（組織改変に伴う所属変更）
- 1994年4月 - 同教授
- 2011年3月 - 同定年退職

## 著書
- 『形式名詞がこれでわかる』共著　85-104頁 ひつじ書房　(2003）
- 『実力日本語(上）』共著　東京外国語大学留学生日本語教育センター編著、アルク（1999）
- 『実力日本語(下）』共著　東京外国語大学留学生日本語教育センター編著、アルク（2000）
- 「算数(数学）・理科の教科書－語彙と漢字－」『外国人児童生徒のための日本語指導』第2分冊　共編著　1-110頁　ぎょうせい（1998）